# Кожа (ТВ серија)
Кожа је српска телевизијска серија у режији Саше Хајдуковића и по сценарију Николе Пејаковића. Представља трећи и завршни део Пејаковићеве трилогије о граду Бања Лука после серија Месо (2017) и Кости (2020).
Серија се премијерно емитовала од 20. јануара до 18. фебруара 2024. на РТС 1.

## Радња
Кожа је прича о музичару, бившем наркоману и дилеру дроге коме је име Слободан Милошевић и који, након вишегодишњег издржавања затворске казне због шверца двадесет килограма кокаина у Холандију, бива пуштен на слободу из затвора у Хагу.
У повратку преко Београда у његов родни град Бања Луку, у Слободану оживљавају реминисценције на његов пређашњи живот: време студирања на музичкој академији у Хагу, рат у бившој Југославији у којем му гину родитељи, период живота у Београду деведесетих година прошлог века обележен ликовима из криминалног и наркоманског миљеа.
Доласком у родни град Слободан покушава да пронађе своје место у друштву и систему који је одавно промењен и у којем владају нека нова правила која су њему непозната. У исто време он се суочава и са ликовима и догађајима из прошлости који ће га изнова променити и ставити пред њега дилему — да ли ка прочишћењу и даљем животу кренути путем освете и истеривања властите правде или путем опроста и исцељења душе?

## Улоге
| Глумац                    | Улога                              |
| ------------------------- | ---------------------------------- |
| Никола Пејаковић          | Слободан Милошевић (старији)       |
| Александар Јовановић      | Слободан Милошевић (млађи)         |
| Небојша Дугалић           | отац Владан                        |
| Сања Вејновић             | мајка Радмила                      |
| Весна Тривалић            | тетка Наталија                     |
| Слободан Нинковић         | комшија Бошко                      |
| Александар Стојковић      | поп Саво                           |
| Љубомир Бандовић          | Гојко Шљивар Гоја                  |
| Наташа Нинковић           | Драгана Шљивар                     |
| Јово Максић               | Жарко Којић                        |
| Јована Гавриловић         | Бојана Шљивар                      |
| Милица Јаневски           | Невена                             |
| Владимир Ђорђевић         | Горан                              |
| Марко Тодоровић           | Јанко Божовић                      |
| Борис Исаковић            | Седло                              |
| Амар Ћоровић              | Здравко                            |
| Марко Гверо               | Сикира                             |
| Миљка Брђанин             | Сикирина жена                      |
| Слободан Перишић          | Драган Шљивар "Роћко"              |
| Љубиша Савановић          | Кита                               |
| Мирјана Ђурђевић          | Мира                               |
| Вахид Џанковић            | Штура                              |
| Ковиљка Шипка             | Штурина мајка                      |
| Роберт Ристов             | др Хаг                             |
| Рифат Рифатовић           | цимер у затвору                    |
| Сенад Милановић           | Самир Џонејди                      |
| Ервин Палфи               | чиновник                           |
| Слађана Зрнић             | службеница Хаг                     |
| Саша Торлаковић           | управник затвора                   |
| Александар Бланић         | Златар Хаг                         |
| Борис Шавија              | саветник министра                  |
| Божана Бијелић            | Зијадова жена                      |
| Адмир Мешић               | Зијад                              |
| Александар Ђурица         | Конзул из Србије                   |
| Вујадин Милошевић         | возач комбија                      |
| Уна Костић                | девојка из аутобуса                |
| Млађан Црквењаш           | полицајац аутобус                  |
| Вук Костић                | фудбалер                           |
| Јана Милосављевић         | Соња                               |
| Бранко Видаковић          | Рајко                              |
| Милован Филиповић         | сељак                              |
| Ивана Велиновић           | Мара                               |
| Жељко Касап               | тип на макадаму                    |
| Новак Билбија             | чика Чворак                        |
| Бранко Јанковић           | Меда                               |
| Ђорђе Јанковић            | Зуба                               |
| Гордана Милиновић         | Душанка                            |
| Деан Батоз                | Шпица                              |
| Софија Ристић             | Сикирина снаха                     |
| Илија Ивановић            | Сикирин син                        |
| Данило Миленковић         | конобар 1                          |
| Александар Руњић          | Маринко                            |
| Дарко Стојић              | конобар 2                          |
| Михаило Максимовић        | хирург                             |
| Милан Ковачевић           | инспектор Мачак                    |
| Александар Ристановић     | инспектор Зет                      |
| Жељко Еркић               | Зока Пажин                         |
| Марио Кнезовић            | Владо Тица                         |
| Драган Вучић              | Далматинац                         |
| Бојан Колопић             | доктор                             |
| Лора Орловић              | докторица Курепа                   |
| Ања Илић                  | власница свадбеног салона          |
| Николина Фригановић       | Стана Банана                       |
| Сњежана Мишић             | Јорданка                           |
| Драгана Марић             | Роћкова жена                       |
| Миро Барњак               | Маринко                            |
| Жељко Миличевић           | Радослав матичар                   |
| Лазар Петровић            | Лазо дилер                         |
| Адмир Гламочак            | Зулкић                             |
| Андреа Јеремић            | млада Драгана                      |
| Андреа Регода             | млада Драгана сан                  |
| Тара Сафер                | беба                               |
| Никола Милаковић          | Славке дилер                       |
| Матијас Малић             | клинац Холанђанин                  |
| Ивана Јајчевић            | мала Мара                          |
| Милана Топаловић          | касирка                            |
| Драго Дакић               | конобар Сале                       |
| Анђела Тасић              | медицинска сестра дежурног доктора |
| Саша Бабић                | Ранго                              |
| Сања Микелић              | продавачица у бутику               |
| Огњен Шолак               | тип са шитом                       |
| Маја Манојловић           | пр полиције Жана                   |
| Немања Станковић          | мали Ранко Којић                   |
| Неда Козомара             | старија новинарка                  |
| Олга Скерлетовић Ђорђевић | медицинка сестра (Сикира)          |
| Ђорђе Матијевић           | затвореник убица 1                 |
| Владимир Радишић          | затвореник убица 2                 |
| Саша Вукадиновић          | чувар                              |
| Младен Гвозденац          | наставник физичког                 |
| Ђорђе Радусин             | продавац                           |
| Ана Плавшић               | Богданка                           |
| Златан Мирић              | клавијатуриста                     |
| Бојан Каталина            | бубњар 1                           |
| Десимир Шкорић            | бубњар 2                           |
| Невена Арамбашић          | Момирка                            |
| Славиша Ковјенић          | ДЈ                                 |
| Раденко Јанковић          | фото Бошко                         |
| Звјездана Марчета         | водитељка                          |

## Епизоде
| Бр. еп. (укупно) | Бр. еп. (у сезони) | Наслов | Редитељ         | Сценариста       | Премијера         |
| --- | ------------------ | ------ | --------------- | ---------------- | ----------------- |
| 1 | 1                  | Дјечак | Саша Хајдуковић | Никола Пејаковић | 20. јануар 2024.  |
| Слободан Милошевић, главни јунак серије који се зове и презива као бивши председник Србије, бива пуштен из затвора у Хагу након петнаест година робије. Слободан ће се наћи на улици без докумената и са реалном могућношћу да поново буде ухапшен као илегални усељеник. Тренутке слободе проводи са свештеником кога познаје из затвора, као и са сећањима која га прогоне... |                    |        |                 |                  |                   |
| 2 | 2                  | Пут    | Саша Хајдуковић | Никола Пејаковић | 21. јануар 2024.  |
| На путу према Бања Луци, Слободан ће проћи кроз разне градове и срести разне људе – пријатеље и непријатеље, познате и непознате. Док путује враћају му се слике из прошлог живота, као и слика његовог пада... |                    |        |                 |                  |                   |
| 3 | 3                  | Град   | Саша Хајдуковић | Никола Пејаковић | 27. јануар 2024.  |
| По повратку у његов родни град Бања Луку, Слободана ће сачекати демони на које је заборавио – неке старе љубави и неки неопроштени дугови... |                    |        |                 |                  |                   |
| 4 | 4                  | Пацови | Саша Хајдуковић | Никола Пејаковић | 28. јануар 2024.  |
| Слободан покушава да стабилизује свој живот. Али, испод радара и у његовом незнању, дешавају се сукоби и драме које ће утицати и на његову судбину... |                    |        |                 |                  |                   |
| 5 | 5                  | Звер   | Саша Хајдуковић | Никола Пејаковић | 3. фебруар 2024.  |
| Ствари постају све напетије. Ван Слободановог видокруга се буди звер која ће пролити крв и уздрмати читав његов свет. Жарко Којић почиње лов… |                    |        |                 |                  |                   |
| 6 | 6                  | Хаос   | Саша Хајдуковић | Никола Пејаковић | 4. фебруар 2024.  |
| Мржња креће да ради. Страдаће Слободанови пријатељи и страдаће Слободан сам. Теткина тајна ће испливати на светлост дана. Свет креће да се руши... |                    |        |                 |                  |                   |
| 7 | 7                  | Свадба | Саша Хајдуковић | Никола Пејаковић | 10. фебруар 2024. |
| Седло жени сина и на свадби ће се наћи сви: мафија, полиција, бизнисмени и сиротиња. Од утицајних пријатеља до непознатих рођака. За музику су задужени Стана и Смути бенд а на гитари је - Слободан Милошевић. У гостима: бивши пријатељи и бивша љубав… |                    |        |                 |                  |                   |
| 8 | 8                  | Весеље | Саша Хајдуковић | Никола Пејаковић | 11. фебруар 2024. |
| Весеље, свадба се наставља. Следи фотографисање, сарма... и тако све по реду. Седло нестрпљиво очекује пословног партнера, Стана и бенд се спремају за вечерњу журку, а Невена и Жарко проживљавају своју љубавну драму… |                    |        |                 |                  |                   |
| 9 | 9                  | Тајна  | Саша Хајдуковић | Никола Пејаковић | 17. фебруар 2024. |
| Све што је тајно постаће јавно. Давно и дуго скривене ствари угледаће светлост дана и окренути многима животе наопачке. A некимa, и горе од тога… |                    |        |                 |                  |                   |
| 10 | 10                 | Крај   | Саша Хајдуковић | Никола Пејаковић | 18. фебруар 2024. |
| Опет ће се Слободанов живот ненадано окренути наопачке. Али, и не само његов. Све тајне које су испливале направиће поплаву крви и беса… |                    |        |                 |                  |                   |